# Polární pás

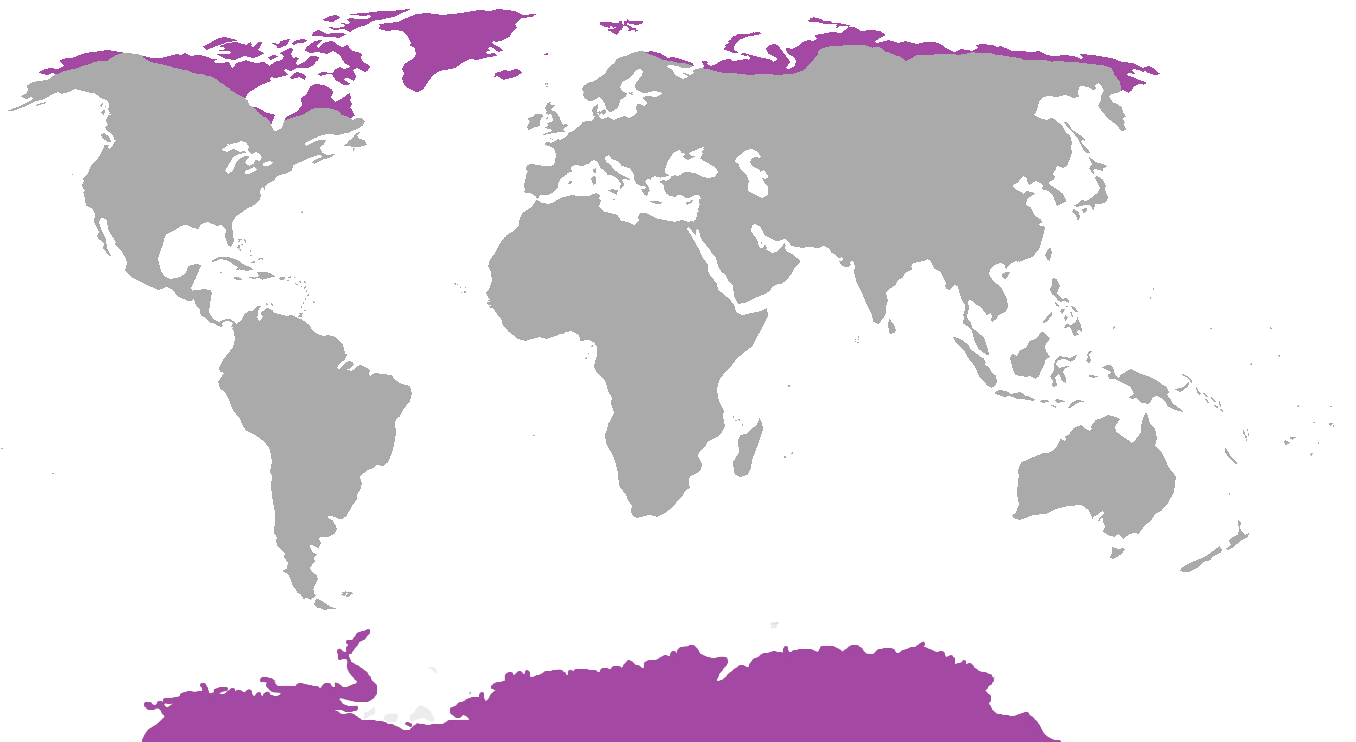
Rozšíření polárního pásu

Polární pás (také nazývaný studený pás, chladný pás či arktický, respektive antarktický pás) je nejchladnějším z podnebných pásů Země. Tuhá zima zde panuje po tři čtvrtě roku a léta, která svým charakterem připomínají počasí na přelomu našeho března až dubna jsou natolik chladná a krátká, že neumožňují růst rozvinutějších rostlin, než jsou traviny, mechy a různé zakrslé křoviny. Stromy se zde již nevyskytují.  
V některých oblastech polárního pásu pak léto dokonce nenastává vůbec. Jedná se zejména o oblasti Grónska a Antarktidy, které jsou trvale pod vrstvou ledu a sněhu a teploty zde v žádné části roku nestoupají dlouhodobě nad bod mrazu.

## Charakteristika
Vzduch polárních oblastí obsahuje velmi malé množství vodní páry, proto je celkové množství srážek nízké. Přesto převažují srážky nad výparem. Průměrná teplota vzduchu se v jednotlivých zimních měsících nijak výrazně neliší. Povrch pokrytý ledem a sněhem má vysoké albedo, proto je po většinu roku záporná radiační bilance. V létě, kdy je krátkou dobu bilance kladná, se vyzařované teplo spotřebovává na tání ledu a sněhu. V důsledku toho zůstává v létě nízká teplota vzduchu. Časté jsou výrazné teplotní inverze. V územích za polárními kruhy nastává polární noc. Sluneční paprsky zde dopadají šikmo na povrch Země.
Kontinentální typ polárního pásu se nachází na Antarktidě a v centrální části Grónska. Roční srážky nepřesahují zpravidla 100 mm (pohybují se většinou v rozmezí 40–50 mm), směrem k pobřežním oblastem však stoupají až na 600–700 mm. Průměrná teplota vzduchu je v průběhu celého roku záporná. Léta jsou chladná a zimy velmi mrazivé. V okrajových částech Antarktidy se vyskytuje silné proudění chladného větru, pro centrální části jsou typické chladné svahové větry. Na sovětské stanici Vostok byla 21. července 1983 naměřena dosud nejnižší teplota vzduchu -89,2 °C.
Oceánský typ polárního pásu se nachází v Arktidě. Průměrné roční srážky dosahují hodnoty 150–200 mm, v okrajových oblastech pak až 300 mm. Zima je teplejší než v kontinentálním typu. Vlivem Atlantského oceánu je vzduch oteplován a v zimních měsících dosahuje jeho teplota povětšinou -40 až -55 °C. V letních měsících dosahuje teplota kladných hodnot.
Typickým biomem pro polární pás je polární pustina.

## Rozšíření
Polární podnebné pásy se rozkládají v nejvyšších zeměpisných šířkách přibližně od polárních kruhů směrem k pólům. Antarktický pás zaujímá celou plochu Antarktidy a přilehlé ostrovy. Arktický pás se vyskytuje na většině plochy Arktidy a zaujímá tak severní okraje Asie, Evropy a Severní Ameriky.

## Galerie

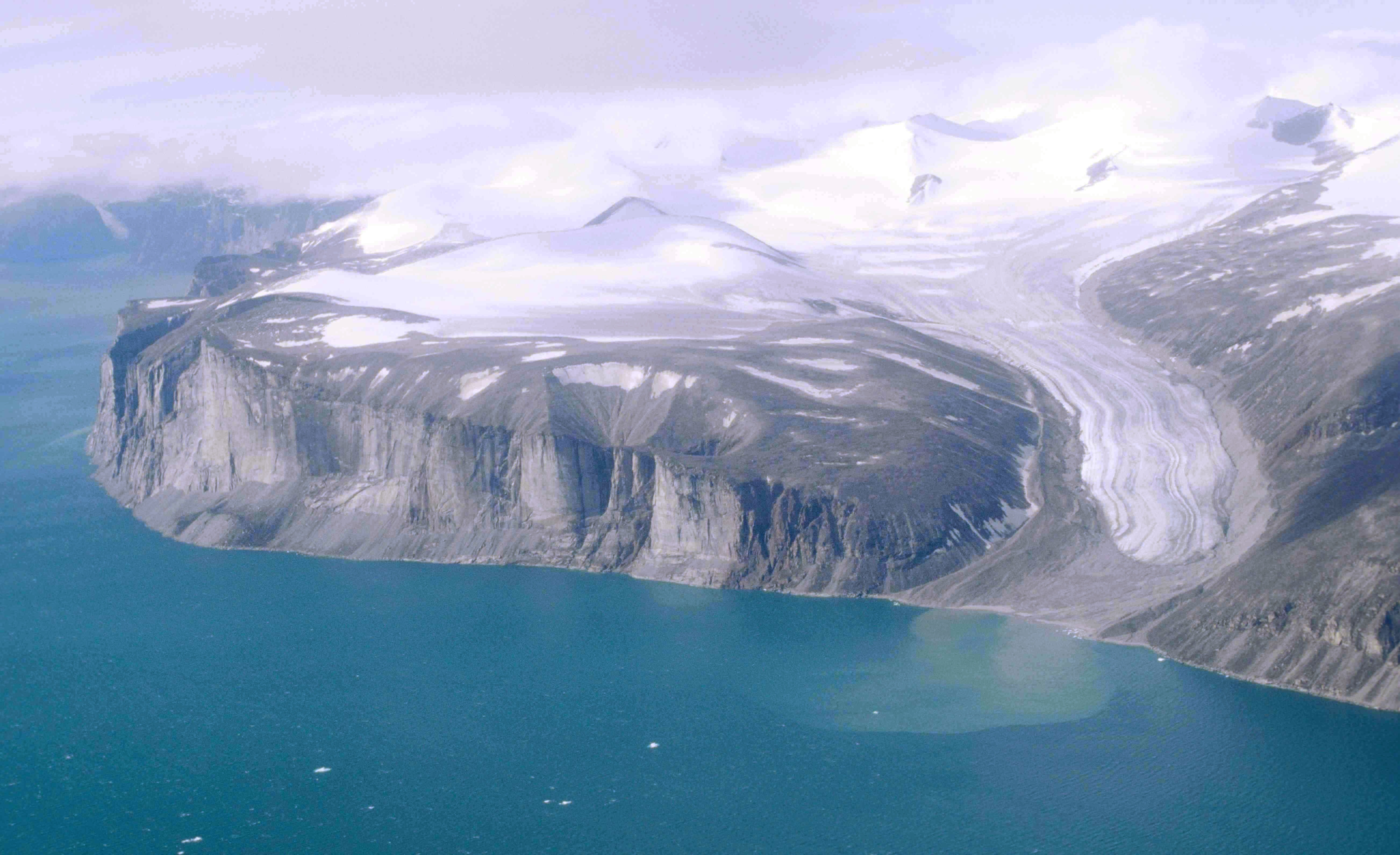
Severovýchodní pobřeží Baffinova ostrova
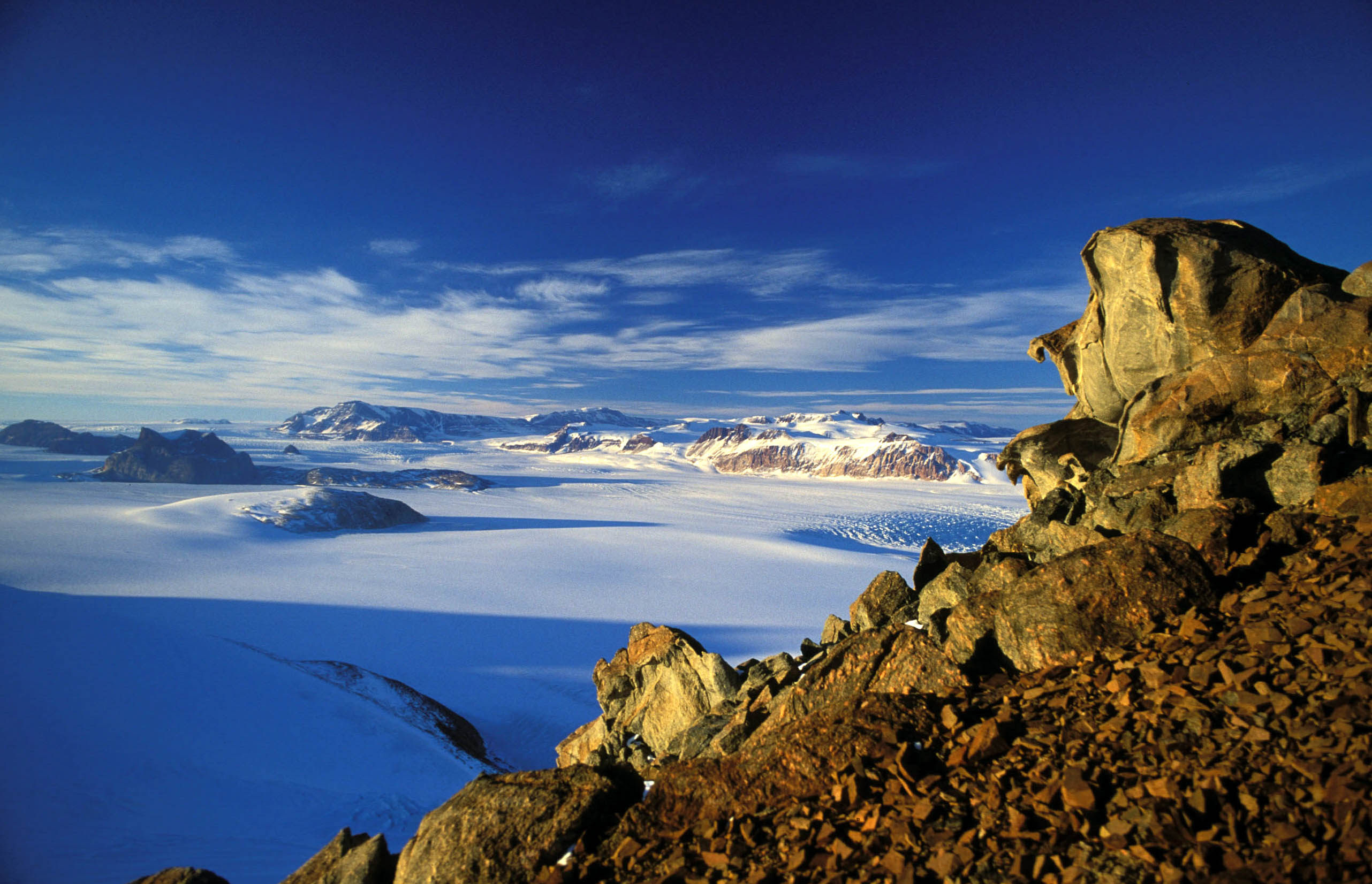
Transantarktické pohoří
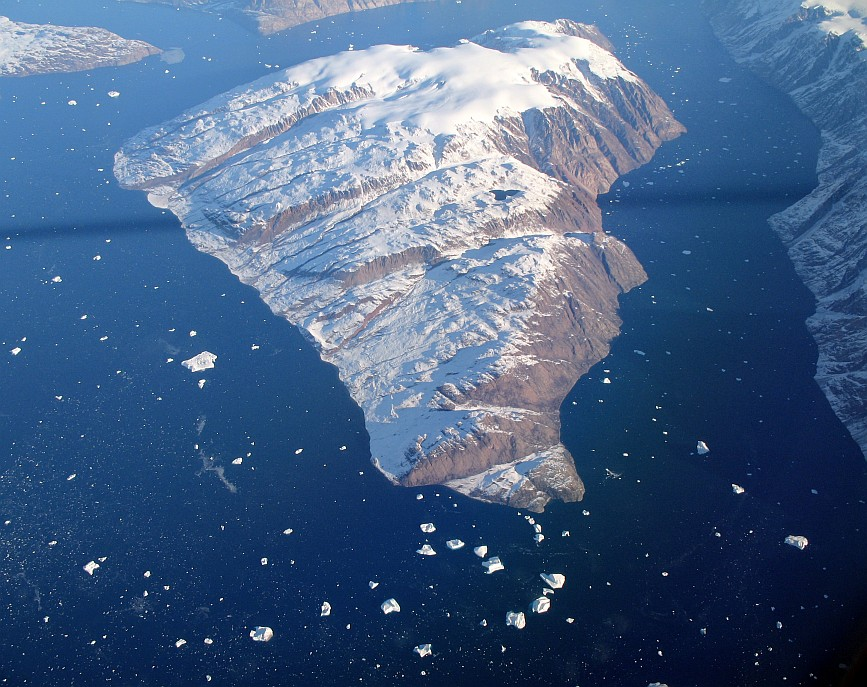
Ostrov u grónského pobřeží
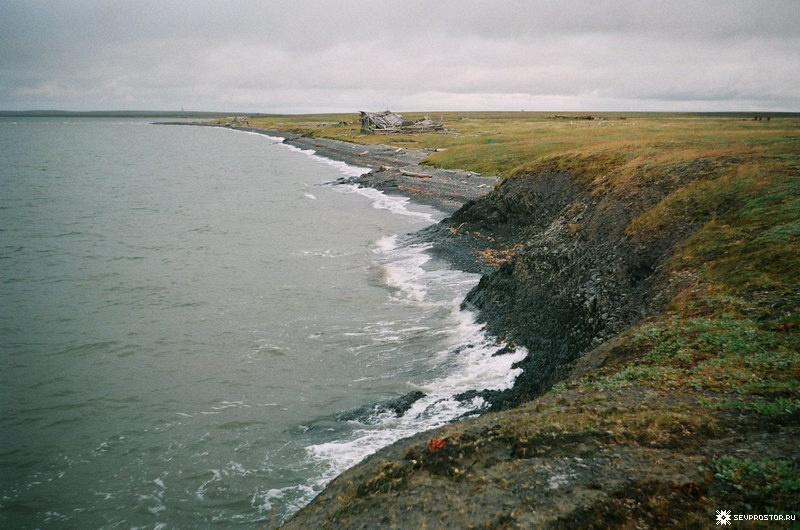
Průliv Jugorskij Šar
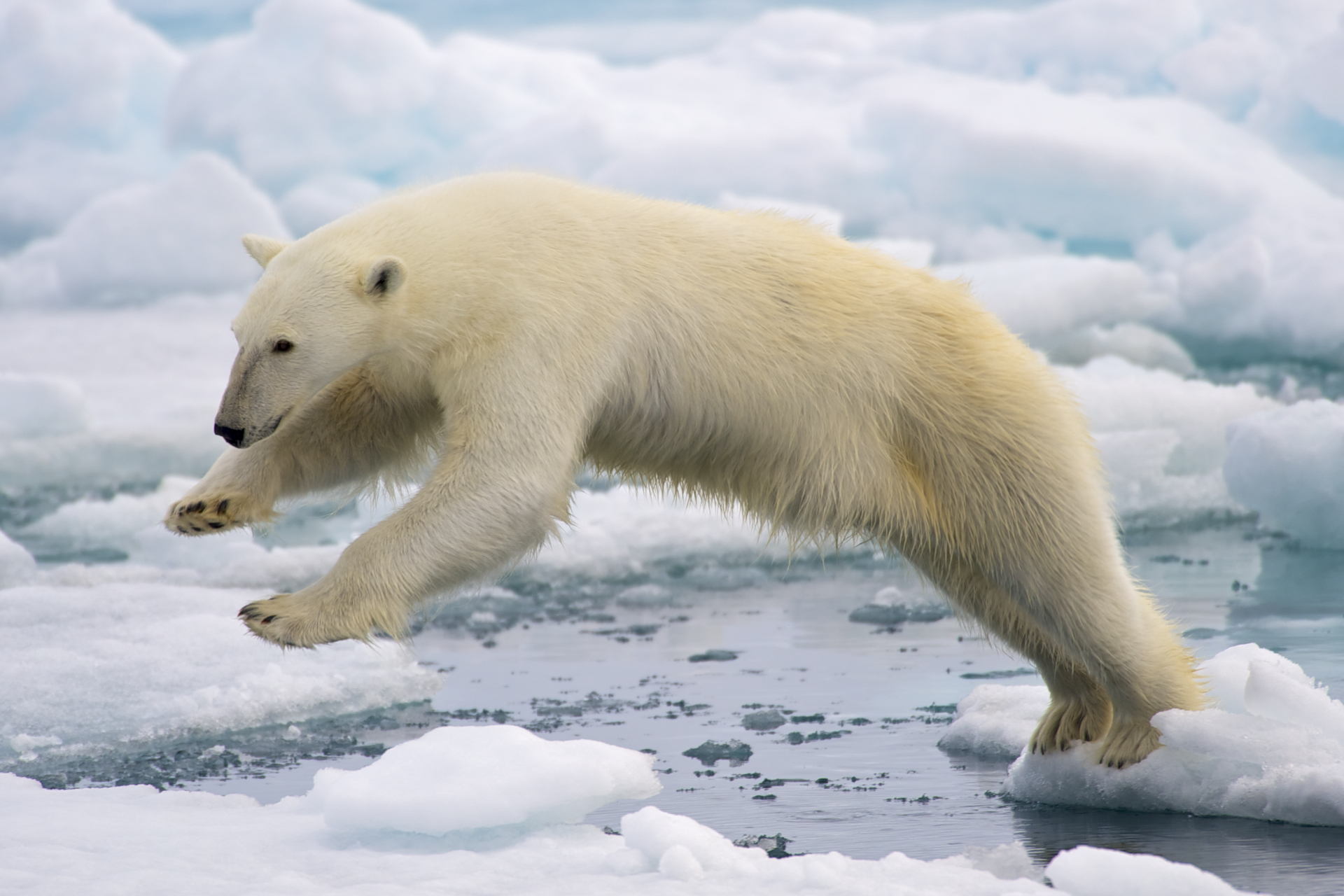
Polární medvěd